# Marco Lund
Marco Lund Nielsen (Ansager, 30 giugno 1996) è un calciatore danese, difensore del Diósgyőr.

## Caratteristiche tecniche
È un difensore centrale.

## Carriera
Cresciuto nel settore giovanile dell'Esbjerg, debutta in prima squadra il 4 aprile 2016 in occasione dell'incontro di Superligaen vinto 1-0 contro il Viborg; trova la sua prima rete il 17 ottobre seguente, nel pareggio interno per 2-2 contro il Lyngby. Nel gennaio 2018, sei mesi dopo la retrocessione in 1. Division, si trasferisce a titolo definitivo all'Odense; con il club bianco-blù gioca per tre stagioni in cui colleziona 66 presenze e segna due reti fra campionato e coppa nazionale.
Il 21 gennaio 2021 viene annunciato il suo trasferimento all'IFK Norrköping a partire dall'estate seguente; tuttavia l'8 febbraio il trasferimento viene anticipato al giorno stesso con effetto immediato. In biancoblù rimane tre anni durante le quali gioca 68 partite di campionato, gran parte delle quali da titolare.
Nel gennaio 2024, prima dell'inizio della stagione svedese di quell'anno, Lund viene ceduto dall'IFK Norrköping agli ungheresi del Diósgyőr.

## Statistiche
Statistiche aggiornate al 14 febbraio 2021.

### Presenze e reti nei club
| Stagione        | Squadra         | Campionato      | Campionato | Campionato | Coppe nazionali | Coppe nazionali | Coppe nazionali | Coppe continentali | Coppe continentali | Coppe continentali | Altre coppe | Altre coppe | Altre coppe | Totale | Totale | Totale |
| Stagione        | Squadra         | Comp            | Pres       | Reti       | Comp            | Pres            | Reti            | Comp               | Pres               | Reti               | Comp        | Pres        | Reti        | Pres   | Reti   |        |
| --------------- | --------------- | --------------- | ---------- | ---------- | --------------- | --------------- | --------------- | ------------------ | ------------------ | ------------------ | ----------- | ----------- | ----------- | ------ | ------ | ------ |
| 2015-2016       | Esbjerg         | SL              | 6          | 0          | CD              | 0               | 0               |                    | -                  | -                  |             | -           | -           | 6      | 0      |        |
| 2016-2017       | Esbjerg         | SL              | 23+3       | 1+0        | CD              | 0               | 0               |                    | -                  | -                  |             | -           | -           | 26     | 1      |        |
| 2017-gen. 2018  | Esbjerg         | 1D              | 10         | 0          | CD              | 0               | 0               |                    | -                  | -                  |             | -           | -           | 10     | 0      |        |
| Totale Esbjerg  | Totale Esbjerg  | Totale Esbjerg  | 42         | 1          |                 | 0               | 0               |                    | -                  | -                  |             | -           | -           | 42     | 1      |        |
| gen.-giu. 2018  | Odense          | SL              | 9          | 1          | CD              | 0               | 0               |                    | -                  | -                  |             | -           | -           | 9      | 1      |        |
| 2018-2019       | Odense          | SL              | 17         | 1          | CD              | 1               | 0               |                    | -                  | -                  |             | -           | -           | 18     | 1      |        |
| 2019-2020       | Odense          | SL              | 27         | 0          | CD              | 0               | 0               |                    | -                  | -                  |             | -           | -           | 27     | 0      |        |
| 2020-2021       | Odense          | SL              | 11         | 0          | CD              | 1               | 0               |                    | -                  | -                  |             | -           | -           | 12     | 0      |        |
| Totale Odense   | Totale Odense   | Totale Odense   | 64         | 2          |                 | 2               | 0               |                    | -                  | -                  |             | -           | -           | 66     | 2      |        |
| Totale carriera | Totale carriera | Totale carriera | 106        | 3          |                 | 2               | 0               |                    | -                  | -                  |             | -           | -           | 108    | 3      |        |